# The Bigger Picture
The Bigger Picture is de debuut-cd van de Belgische singer-songwriter Milow uit 2006. Na de release kreeg de plaat unaniem goede kritieken, maar ging toch aan de aandacht van de media voorbij. Pas toen Milows single You Don't Know begin 2007 aan populariteit won, kwam The Bigger Picture binnen in de Ultratop 50 Albums en steeg daar meer dan één jaar na de release tot de 10e plaats.

## Tracklist
1. Born in the Eighties - 4:19
2. Landslide - 3:24
3. You Don't Know - 3:00
4. Stepping Stone - 3:05
5. Excuse to Try - 4:24
6. Little More Time - 2:53
7. Silver Game - 3:06
8. One of It - 3:06
9. Until the Morning Comes - 3:24
10. The Bigger Picture - 2:07
11. You Don't Know (Single Version) - 2:47 (bonustrack sinds april 2007)

## Prestaties
| Land            | Hoogste positie | Aantal weken | Certificatie |
| --------------- | --------------- | ------------ | ------------ |
| Ultratop Albums | 10              | 110          |              |
| Album Top 100   | 78              | 2            |              |